# Расова (Светлогорский район)
Расова (бел. Расава́) — упразднённая деревня в Чирковичском сельсовете Светлогорского района Гомельской области Республики Беларусь. В 2019 году упразднена и включена в черту города Светлогорск.

## География

### Расположение
В 3 км на запад от Светлогорска, 4 км от железнодорожной станции Светлогорск-на-Березине (на линии Жлобин — Калинковичи), 113 км от Гомеля.

### Гидрография
На юге и востоке мелиоративные каналы. Через юго-восток проходит река Жердянка, соединённая с рекой Березина.
Является близлежащим населенным пунктом к гидрологическому заказнику местного значения "Кучинский мох".
При нахождении рядом с заказником стоит понимать опасность диких животных, в особенности лосей.
В окружении находятся пять озер искусственного происхождения: на востоке - оросительное; на западе и юге - противопожарного назначения, на западе - водозабор, в центре - техногенного назначения.

## Транспортная сеть
Транспортная связь проходит по двум основным и трем дополнительным дорогам. Со стороны Р-82 три въезда: основной - асфальтированная дорога до автобусной остановки с магазином(в зимний период единственный въезд обозначен со стороны трассы знаком "RADAR фота контроль") , дополнительный - вдоль оросительного озера, резервный - возле перекрестка "хлебозавод". Дополнительные въезды по грунтовой дороге со стороны д.Печищи и с.т. Буровик. Планировка состоит из прямолинейной улицы почти меридиональной ориентации, к которой с запада присоединяется короткая прямолинейная улица, с востока — переулок. Застройка двусторонняя, деревянная, усадебного типа.

## История
Согласно письменным источникам известна с XIX века как селение в Паричской волости Бобруйского уезда Минской губернии. Помещик Сёмов владел в деревне в 1870 году 94 десятинами земли. В 1879 году обозначена в числе селений Чирковичского церковного прихода. Согласно переписи 1897 года действовал трактир.
В 1921 году открыта школа. В 1930 году организован колхоз «3-й решающий», работала кузница. Во время Великой Отечественной войны в 1943—44 годах в боях за деревню и окрестности погибли 225 советских солдат (похоронены в братской могиле на южной окраине).
17 января 2020 года деревня Расова упразднена.

## Население

### Численность
- 2004 год — 69 хозяйств, 92 жителя

### Динамика
- 1897 год — 21 двор, 115 жителей (согласно переписи)
- 1917 год — 37 дворов 260 жителей
- 1925 год — 50 хозяйств
- 1930 год — 55 дворов, 314 жителей
- 1940 год — жителей
- 1959 год — 272 жителя (согласно переписи)
- 2004 год — 69 хозяйств, 92 жителя

## Достопримечательность

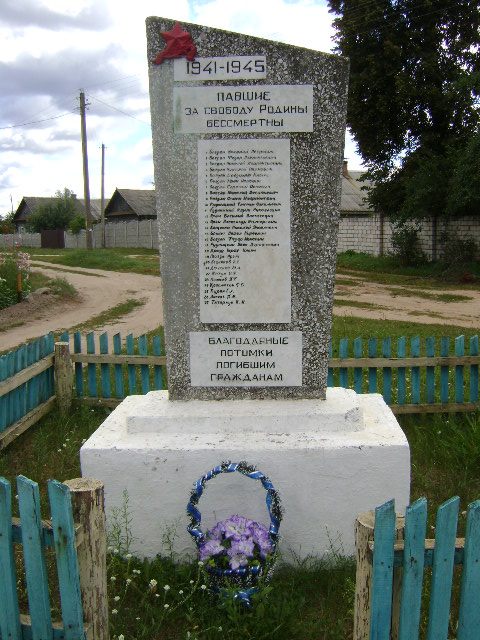
Памятник жителям Расова, погибшим в ВОВ

- Братская могила (1943-1944) —  Историко-культурная ценность Республики Беларусь, шифр 313Д000772
- Городище периода раннего железного века —  Историко-культурная ценность Республики Беларусь, шифр 313В000752

## Известные уроженцы
- И. Н. Устименко — кавалер 3-х Георгиевских крестов.